# Carlos Blasco Villa
Carlos Blasco Villa (Fuentelencina, 24 de agosto de 1942- Arévalo, 22 de marzo de 2020) fue un diplomático español.
Licenciado en Derecho y en Ciencias Económicas, Políticas y Comerciales, ingresó en 1972 en la carrera diplomática. Ha sido director-jefe de la Sección de Políticas Comunitarias y director de Relaciones con la Comunidad Económica Europea y la EFTA en el Ministerio de Asuntos Exteriores. Posteriormente, ocupó el puesto de consejero comercial-jefe de la Oficina Comercial de la Embajada de España en Buenos Aires y fue director general de Relaciones Económicas Internacionales. En 1992 fue nombrado embajador de España en Brasil y, a continuación, Cónsul General de España en Oporto y en Tetuán. Desde 2006 es embajador de España en China, y desde 2007 en Mongolia, hasta 2011 cuando fue sustituido por Eugenio Bregolat.